# Will Trent (televíziós sorozat)
A Will Trent egy 2023-ban indult amerikai bűnügyi dráma sorozat, amelyet Liz Heldens és Daniel Thomsen készített, Karin Slaughter azonos című regényei alapján. A főszerepben Ramón Rodríguez látható.
A sorozatot az Amerikai Egyesült Államokban az ABC mutatta be 2023. január 3-án. Később berendelték a folytatást, a második évadok 2024. február 20-án, a harmadikat pedig 2025. január 7-én mutatták be. 2025. áprilisában a negyedik évadot is berendelték. Magyarországon a TV2 mutatta be 2024. december 4-én.

## Ismertető
A Karin Slaughter New York Times-bestsellere alapján készült sorozat Will Trent különleges ügynökről szól, a Georgiai Nyomozóiroda (GBI) munkatársáról, akit születésekor elhagytak, és kemény gyerekkora volt Atlanta túlterhelt nevelőszülői intézményrendszerében. Ám Will Trentnek, aki elhatározta, hogy, élve egyedi nézőpontjával gondoskodik róla, hogy senkit se hagyjanak el úgy, mint őt, nos, Will Trentnek a legmagasabb a bűnügyfelderítési rátája a Nyomozóiroda kötelékében.

## Szereplők
| Szereplő            | Színész           | Magyar hang         |
| ------------------- | ----------------- | ------------------- |
| Wilbur "Will" Trent | Ramón Rodríguez   | Crespo Rodrigo      |
| Angela Polaski      | Erika Christensen | Ligeti Kovács Judit |
| Faith Mitchell      | Iantha Richardson | Nemes Takách Kata   |
| Michael Ormewood    | Jake McLaughlin   | Hujber Ferenc       |
| Amanda Wagner       | Sonja Sohn        | Kocsis Mariann      |
| Marion Alba         | Gina Rodriguez    |                     |

## Évados áttekintés
| Évad | Évad | Epizódok | Eredeti sugárzás  | Eredeti sugárzás | Eredeti adó | Magyar sugárzás   | Magyar sugárzás    | Magyar adó |
| Évad | Évad | Epizódok | Évadpremier       | Évadfinálé       | Eredeti adó | Évadpremier       | Évadfinálé         | Magyar adó |
| ---- | ---- | -------- | ----------------- | ---------------- | ----------- | ----------------- | ------------------ | ---------- |
|      | 1    | 13       | 2023. január 3.   | 2023. május 2.   |             | 2024. december 4. | 2024. december 20. |            |
|      | 2    | 10       | 2024. február 20. | 2024. május 21.  |             |                   |                    |            |
|      | 3    | 18       | 2025. január 7.   | 2025. május 13.  |             |                   |                    |            |
|      | 4    | 18       | 2026.             | 2026.            |             |                   |                    |            |

## Epizódok

### 1. évad (2023)
| Sor. | Év. | Cím                                                                              | Rendező                 | Író                                  | Premier                              | Nézettség   |
| ---- | --- | -------------------------------------------------------------------------------- | ----------------------- | ------------------------------------ | ------------------------------------ | ----------- |
| 1.   | 1.  | Új megbizatás (Pilot)                                                            | Paul McGuigan           | Liz Heldens és Daniel Thomsen        | 2023. január 3. 2024. december 4.    | 3,61 millió |
| 2.   | 2.  | Az elrabolt diáklány esete (I'm a Pretty Observant Guy)                          | Howard Deutch           | Liz Heldens                          | 2023. január 10. 2024. december 5.   | 2,95 millió |
| 3.   | 3.  | Ne ismétlődjön meg újra (Don't Let It Happen Again)                              | Howard Deutch           | Inda Craig-Galván                    | 2023. január 17. 2024. december 6.   | 3,32 millió |
| 4.   | 4.  | A hülye detektív agyam (My Stupid Detective Brain)                               | Sheree Folkson          | Kath Lingenfelter                    | 2023. január 24. 2024. december 9.   | 3,04 millió |
| 5.   | 5.  | A múlt árnyai (The Look Out)                                                     | Charles Randolph-Wright | Daniel Thomsen                       | 2023. január 31. 2024. december 10.  | 3,22 millió |
| 6.   | 6.  | Felvegyem az alufólia sityakomat? (Should I Go Get My Tin Foil Hat?)             | Lea Thompson            | Britta Lundin                        | 2023. február 14. 2024. december 11. | 2,89 millió |
| 7.   | 7.  | Eltűnve (Unable to Locate)                                                       | Patricia Cardoso        | Henry "Hank" Jones                   | 2023. február 21. 2024. december 12. | 2,63 millió |
| 8.   | 8.  | Kétszáz dollár és egy buszjegy (Two Hundred Dollars and a Bus Pass)              | Geary McLeod            | Karine Rosenthal                     | 2023. február 28. 2024. december 13. | 2,71 millió |
| 9.   | 9.  | Embervadászat (Manhunt)                                                          | Eric Dean Seaton        | Adam Toltzis                         | 2023. március 21. 2024. december 16. | 3,24 millió |
| 10.  | 10. | Bátor, kicsi Pterodactylus (Pterodactyls Can Fly)                                | Bille Woodruff          | Britta Lundin és Inda Craig-Galván   | 2023. március 28. 2024. december 17. | 3,58 millió |
| 11.  | 11. | Bill Black (Bill Black)                                                          | Howard Deutch           | Daniel Thomsen és Henry "Hank" Jones | 2023. április 18. 2024. december 18. | 2,61 millió |
| 12.  | 12. | Semmi sem változott, csak éppen a minden (Nothing Changed Except for Everything) | Oliver Bokelberg        | Karine Rosenthal és Adam Toltzis     | 2023. április 25. 2024. december 19. | 2,64 millió |
| 13.  | 13. | Rossz természet és kemény szív (A Bad Temper and a Hard Heart)                   | Holly Dale              | Liz Heldens és Kath Lingenfelter     | 2023. május 2. 2024. december 20.    | 3,32 millió |

### 2. évad (2024)
| Sor. | Év. | Cím                                   | Rendező          | Író                                    | Premier           | Nézettség   |
| ---- | --- | ------------------------------------- | ---------------- | -------------------------------------- | ----------------- | ----------- |
| 14.  | 1.  | Me Llamo Will Trent                   | Howard Deutch    | Liz Heldens és Britta Lundin           | 2024. február 20. | 4,77 millió |
| 15.  | 2.  | It's the Work I Signed Up For         | Eric Dean Seaton | Daniel Thomsen és Inda Craig-Galván    | 2024. február 27. | 3,97 millió |
| 16.  | 3.  | You Don't Have to Understand          | Jason Ensler     | Karine Rosenthal                       | 2024. március 5.  | 4,83 millió |
| 17.  | 4.  | It's Easier to Handcuff a Human Being | Patricia Cardoso | Henry "Hank" Jones és Adam Toltzis     | 2024. március 26. | 4,41 millió |
| 18.  | 5.  | Capt. Duke Wagner's Daughter          | Holly Dale       | Inda Craig-Galván és Rebecca Murga     | 2024. április 2.  | 4,35 millió |
| 19.  | 6.  | We Are Family                         | Lea Thompson     | Britta Lundin és Aja Hoggatt           | 2024. április 9.  | 4,28 millió |
| 20.  | 7.  | Have You Never Been to a Wedding?     | Michael Lehmann  | Liz Heldens és Adam Toltzis            | 2024. április 30. | 4,69 millió |
| 21.  | 8.  | Why Is Jack's Arm Bleeding?           | Keith Powell     | Karine Rosenthal és Henry "Hank" Jones | 2024. május 7.    | 3,72 millió |
| 22.  | 9.  | Residente o Visitante                 | Sheree Folkson   | Daniel Thomsen és Rebecca Murga        | 2024. május 14.   | 3,89 millió |
| 23.  | 10. | Do You See the Vision?                | Liz Heldens      | Liz Heldens és Kath Lingenfelter       | 2024. május 21.   | 4,08 millió |

### 3. évad (2025)
| Sor. | Év. | Cím                                                                      | Rendező                 | Író                                           | Premier           | Nézettség   |
| ---- | --- | ------------------------------------------------------------------------ | ----------------------- | --------------------------------------------- | ----------------- | ----------- |
| 24.  | 1.  | I'm a Guest Here                                                         | Ramón Rodríguez         | Liz Heldens és Daniel Thomsen                 | 2025. január 7.   | 5,91 millió |
| 25.  | 2.  | Sunny-Side Up                                                            | Eric Dean Seaton        | Juliet Lashinsky-Revene és Henry "Hank" Jones | 2025. január 14.  | 5,70 millió |
| 26.  | 3.  | Find a New Pond                                                          | Howard Deutch           | Karine Rosenthal                              | 2025. január 21.  | 5,53 millió |
| 27.  | 4.  | Floor Is Lava                                                            | Keith Powell            | Britta Lundin                                 | 2025. január 28.  | 4,54 millió |
| 28.  | 5.  | Breathe with Me                                                          | Gregory Smith           | Inda Craig-Galván                             | 2025. február 4.  | 4,63 millió |
| 29.  | 6.  | No Faith In Second Chances                                               | Sheree Folkson          | Kath Lingenfelter                             | 2025. február 11. | 5,06 millió |
| 30.  | 7.  | Mariachi Shelly's Frankenstein                                           | Holly Dale              | Adam Toltzis                                  | 2025. február 18. | 4,66 millió |
| 31.  | 8.  | Abigail B.                                                               | Gail Mancuso            | Antoine Niguel Perry                          | 2025. február 25. | 4,61 millió |
| 32.  | 9.  | This Kid's Gonna Be Alright                                              | Holly Dale              | Henry "Hank" Jones                            | 2025. március 11. | 4,48 millió |
| 33.  | 10. | Regarding the Death of Whitney McAdams                                   | Lea Thompson            | Aja Hoggatt                                   | 2025. március 18. | 4,37 millió |
| 34.  | 11. | Best of Your Recollection                                                | Crystle Roberson Dorsey | Rebecca Murga                                 | 2025. március 25. | 4,58 millió |
| 35.  | 12. | You're the Worst Person In the World                                     | Natalia Anderson        | Laura Snow                                    | 2025. április 1.  | 4,30 millió |
| 36.  | 13. | One of Us Now                                                            | Howard Deutch           | Juliet Lashinsky-Revene                       | 2025. április 8.  | 4,15 millió |
| 37.  | 14. | A Funeral Fit for a Quartermaine                                         | Angela Barnes           | Daniel Thomsen                                | 2025. április 15. | 4,11 millió |
| 38.  | 15. | The Most Beautiful, Fierce, Smart, Powerful Creature in the Entire World | Oz Rodriguez            | Britta Lundin és Juliette Strangio            | 2025. április 22. | 4,33 millió |
| 39.  | 16. | Push, Jump, Fall                                                         | Mark Tonderai           | Henry "Hank" Jones és Adam Toltzis            | 2025. április 29. | 3,80 millió |
| 40.  | 17. | Why Hello, Sheriff                                                       | Erika Christensen       | Karine Rosenthal és Jordan Pope               | 2025. május 6.    | 4,27 millió |
| 41.  | 18. | Listening to a Heartbeat                                                 | Howard Deutch           | Liz Heldens és Inda Craig-Galván              | 2025. május 13.   | 4,15 millió |

### 4. évad (2026)
| Sor. | Év. | Cím | Rendező | Író | Premier | Nézettség |
| ---- | --- | --- | ------- | --- | ------- | --------- |